# Соловьёв, Николай Феопемптович
Никола́й Феопе́мптович Соловьёв (27 апреля [9 мая] 1846, Петрозаводск — 14 [27] декабря 1916, Петроград) — русский композитор, музыкальный критик и педагог.

## Биография
Родился 27 апреля (9 мая) 1846 года в Петрозаводске, в семье Феопемпта Гаврииловича Соловьёва (24.12.1789—10.04.1872). Кроме Николая в семье было ещё четыре сына: генерал-майоры, похороненные в Петербурге на Смоленском православном кладбище, Владимир (6.7.1839—15.9.1897) и Александр (2.8.1840—29.5.1897), а также Павел (3.1.1842—20.10.1898) и Модест (ок. 1834 — 26.06.1908), бывший управляющим двором великого князя Владимира Александровича (тайный советник с 1897 года). 
Учился во 2-й петербургской гимназии, после окончания которой поступил в медико-хирургическую академию, которую оставил ради обучения в Петербургской консерватории, которую окончил в 1870 году по классу композиции у Н. И. Зарембы.
Первым значительным оркестровым сочинением Н. Ф. Соловьёва стала Увертюра для оркестра (1869), исполненная на торжественном вечере в консерватории. В 1870 году выступил с драматической кантатой «Смерть Самсона». Среди других оркестровых и вокально-симфонических сочинений композитора — симфоническая картина «Русь и Монголы» (1870), «Петровская кантата» в честь 200-летнего юбилея Петра I, симфоническая фантазия «Эй, ухнем» для всероссийской выставки в Москве (1882).
Сблизившись с Александром Серовым, Соловьёв унаследовал от последнего неприязненное отношение к деятельности «Могучей кучки». После смерти Серова завершил (совместно с женой композитора — В. С. Серовой-Бергман) его оперу «Вражья сила» (Соловьёву принадлежит часть музыки пятого действия и оркестровка отдельных фрагментов первого), которая была поставлена в 1871 году в Петербурге.
В 1873—1874 годах участвовал в конкурсе на лучшую оперу на либретто Якова Полонского «Кузнец Вакула» (по повести Гоголя «Ночь перед Рождеством»). Либретто было некогда написано для покойного Серова, который не успел сочинить музыку на этот текст. Жюри (в которое входили Э. Направник и Н. Римский-Корсаков) присудило опере Соловьёва второе место (первое заняла опера П. И. Чайковского Черевички). Опера Соловьёва была поставлена в 1880 году в Санкт-Петербурге. Вторая опера композитора — «Корделия» — поставлена под названием «Месть» в 1885 году, также в Санкт-Петербурге. В 1886 году она была поставлена в Москве, Киеве, Казани, в 1887 — в Тифлисе, а в 1890 — в Праге.
Наиболее значительным из камерно-вокальных произведений стало «Слово о Полку Игореве» для голоса и фортепиано (1873). Романсы и фортепианные пьесы печатались в «Музыкальном мире», «Звезде», «Нувеллисте», изданы В. Бесселем и М. Бернардом. Среди хоровых произведений следует отметить хор «Молитва о Руси», получивший премию на конкурсе русского музыкального общества (1877). Соловьёв собрал около 300 русских народных песен; некоторые из них вошли в издание Академии Наук «Великорусс» (материалы, собранные П. В. Шейном).
Сразу после окончания консерватории начал критическую деятельность: с 1870 года печатался в журнале «Музыкальный сезон». Как критик занимал несколько консервативные позиции, регулярно подвергал критике творчество композиторов «Могучей кучки».
Автор и редактор более 1000 статей о музыке в «Энциклопедическом словаре Брокгауза и Ефрона».
В 1874—1909 годах преподавал композицию и теорию музыки в Петербургской консерватории (с 1885 года — профессор, с 1905 года — заслуженный профессор); среди его учеников, в частности, были Самуил Майкапар и Давид Черномордиков. В 1906—1912 годах был помощником управляющего Придворной певческой капеллы.
Скончался 14 (27) декабря 1916 года в Петрограде; похоронен в Александро-Невской лавре на Никольском кладбище (6-я дор.).

## Сочинения

### Оперы
- «Кузнец Вакула» (по повести Гоголя «Ночь перед Рождеством»), 1875, пост. 1880, Петербург, силами Музыкально-драматического кружка любителей; ставилась в Санкт-Петербургской консерватории в начале 1890-х
- «Корделия» (по драме «Ненависть» В. Сарду, либретто П. К. Бронникова), 1884, пост. под названием «Месть», 1885, Петербург; 2-я ред. 1898
- «Домик в Коломне» (по одноимённой поэме Пушкина, либретто П. И. Калашникова)

### Симфонические произведения
- Увертюра Es-dur (1869)
- «Русь и монголы», симфоническая картина (1870[5] или 1874[6])
- Симфоническая фантазия на тему «Эй, ухнем»

### Вокальные сочинения
- «Смерть Самсона», драматическая кантата (1870)
- Петровская кантата (к 200-летию Петра I, 1872)
- «Слово о Полку Игореве» для голоса с фортепиано (1873)
- «Молитва о Руси», хор (премия на конкурсе русского музыкального общества, 1877)